# فيل بولر
فيل بولر (بالإنجليزية: Phil Bowler)‏ هو عازف جاز أمريكي، ولد في 2 مارس 1948.

## وصلات خارجية
- فيل بولر على موقع ميوزك برينز (الإنجليزية)
- فيل بولر على موقع أول ميوزيك (الإنجليزية)
- فيل بولر على موقع ديسكوغز (الإنجليزية)